# مائوریتسی پوپی‌یل
مائوریتسی پوپی‌یل (لهستانی: Maurycy Popiel؛ زادهٔ ۳ ژانویهٔ ۱۹۹۰) بازیگر اهل لهستان است.
از فیلم‌ها یا مجموعه‌های تلویزیونی که وی در آن‌ها نقش داشته است، می‌توان به فیلیپ، ورشو ۴۴ و تاج پادشاهان اشاره نمود.